# Nueva Gaceta Renana

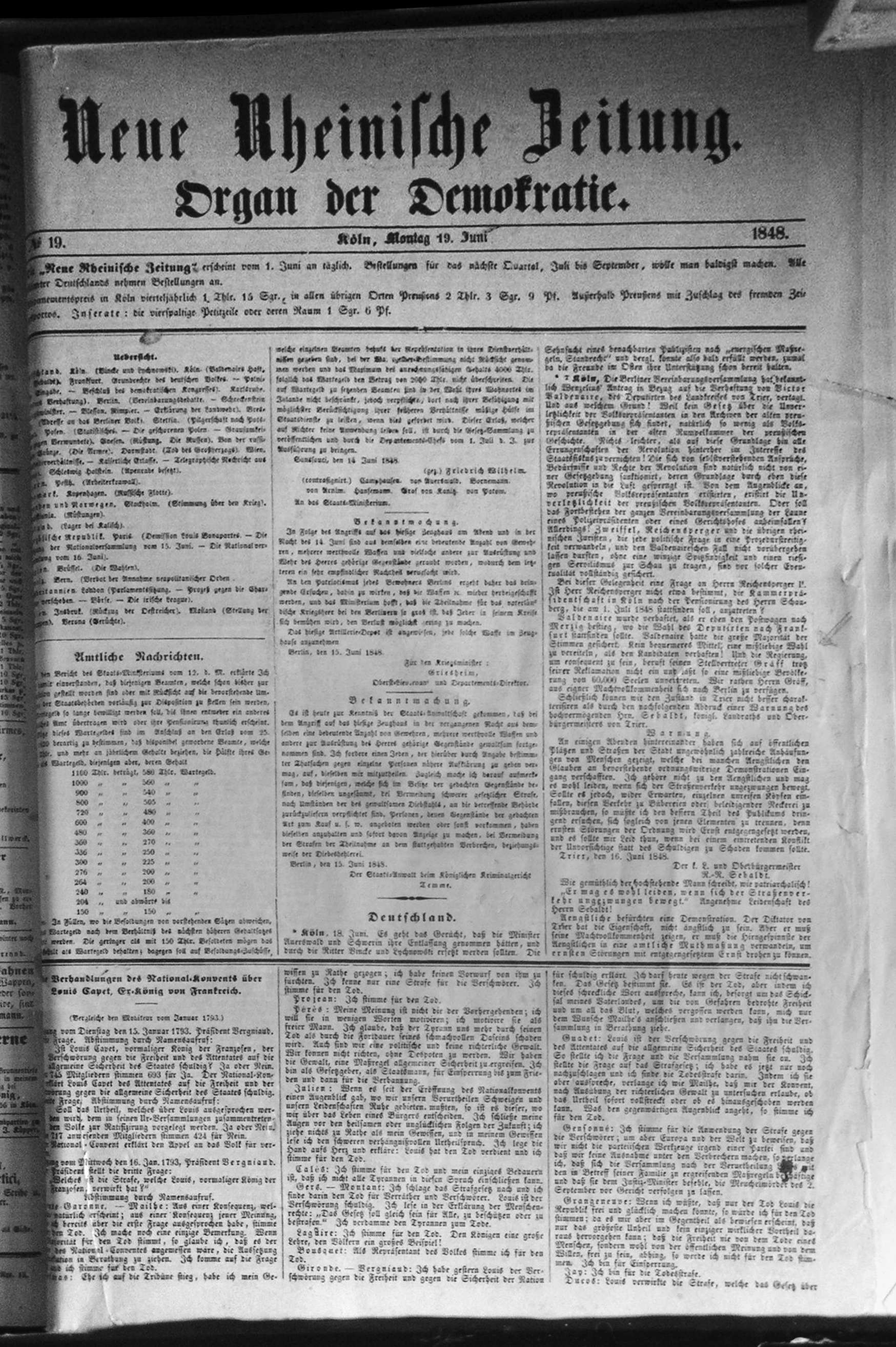
Edición de la Nueva Gaceta Renana del 19 de junio de 1848

La Nueva Gaceta Renana: Órgano de la Democracia (en alemán: Neue Rheinische Zeitung: Organ der Demokratie) fue un diario alemán editado por Karl Marx en Colonia entre el 1 de junio de 1848 y el 19 de mayo de 1849. Fue uno de los principales órganos de difusión de las Revoluciones de 1848 en Alemania. Este diario estaba considerado por sus editores y sus lectores el sucesor de la Gaceta Renana (en alemán Rheinische Zeitung), también editada por Karl Marx entre 1842 y 1843, y que fue suprimida por la censura.

## Historia
Al estallar la Revolución de Marzo de 1848 en los Estados alemanes, Marx viajó inmediatamente de París a Maguncia y luego a Colonia para participar ella. En la primera ciudad difundió las «Diecisiete reivindicaciones del Partido Comunista», un texto en el que adecuaba los principios de la Liga de los Comunistas, fundada el año anterior en Londres, a la situación que estaba viviendo Alemania —junto al llamamiento a favor de una República alemana «una e indivisible», propugnaba la nacionalización de las propiedades de la nobleza, de los ferrocarriles y de la banca y la creación de Talleres Nacionales—. En Colonia, donde decidió fijar su residencia porque allí la sección local de la Liga era muy numerosa y había dado muestras de su combatividad al haber encabezado el 3 de marzo una gran concentración delante del ayuntamiento, comenzó a editar a partir de junio el diario Neue Rheinische Zeitung (Nueva Gaceta Renana). Casi al mismo tiempo otro miembro de la Liga, Stephan Born, fundaba en Leipzig la Fraternidad Obrera Alemana (Allgemeine Deutsche Arbeiterverbrüderung).
La Nueva Gaceta Renana, que pronto alcanzó los seis mil abonados, dio cabida a representantes de todas las fuerzas progresistas pues Marx consideró que la prioridad entonces era reforzar el movimiento democrático —el diario llevaba el subtítulo «órgano de la democracia»— mediante la alianza entre la clase obrera y la burguesía liberal para acabar definitivamente con el Antiguo Régimen en Alemania. Así en sus páginas escribieron además del propio Marx y de Engels, Wilhelm Wolff, Ernst Dronke, Georg Weerth o Ferdinand Freiligrath. Sobre la cuestión de la alianza de la clase obrera con el resto de fuerzas progresistas Marx escribió en un artículo:

El proletariado debe avanzar con el gran ejército democrático en el extremo del ala izquierda, pero procurando siempre no romper el contacto con el grueso del ejército. Debe ser el más impetuoso en el ataque y su espíritu combativo deber animar al ejército, dar el asalto a la Bastilla. Porque la Bastilla aún no ha sido tomada, el absolutismo aún no ha sido derrotado. Mientras la Bastilla permanezca en pie, los demócratas deben permanecer unidos. El proletariado, por duro que esto pueda parecer, debe rechazar todo lo que pueda separarle de sus aliados.

.

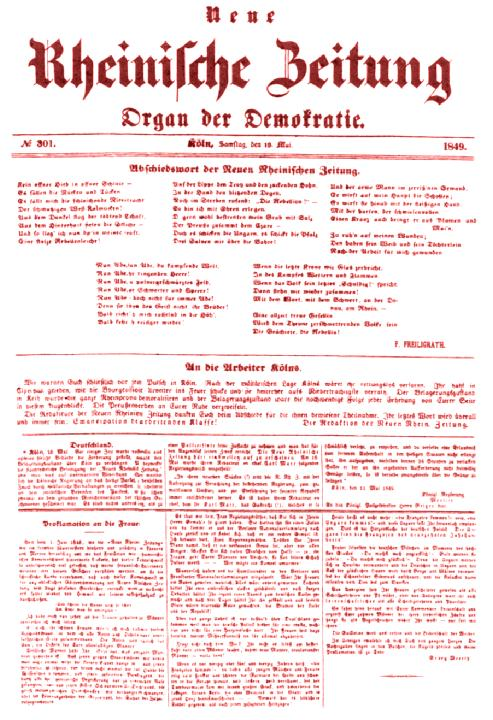
Último número de la Nueva Gaceta Renana impreso con tinta roja y publicado el 19 de mayo de 1849

Sin embargo, pasados unos meses Marx quedó decepcionado por la disposición de la burguesía liberal alemana a aceptar compromisos, y se propuso organizar un gran partido de masas a partir de la Arbeiterverein de Colonia que se había formado tras la revolución —contaba con 7000 miembros— y que estaba dirigida por Karl Schapper y por Joseph Moll, dos miembros de la Liga que habían regresado de su exilio en Londres. Es entonces cuando Marx escribe en la Nueva Gaceta la serie de artículos titulados Trabajo asalariado y capital, en los que explica los fundamentos de la economía política y reafirma el carácter inevitable de la lucha de clases, y Wilhelm Wolff sobre «Los miles de millones de Silesia», incitando a la rebelión a los campesinos del este del Elba.
En febrero de 1849 Marx fue detenido acusado de incitar al rechazo del pago de los impuestos siendo condenado al destierro por haber «violado los derechos de hospitalidad». Como consecuencia de ello la Nueva Gaceta Renana cerró y en su último número, impreso con tinta roja, los redactores del periódico recordaron que «la última palabra será en todo lugar, y siempre, la emancipación de la clase obrera».
Entre enero y octubre de 1850 Marx y Engels publicaron una revista mensual del mismo título editada en Hamburgo: la Nueva Gaceta Renana. Revista político-económica.